# Tarántula (Parque de Atracciones de Madrid)
Tarántula sont des montagnes russes tournoyantes du parc Parque de Atracciones de Madrid, situé à Madrid, en Espagne. Ce sont les seules montagnes russes de ce type en Espagne. Elles ont ouvert le 14 mai 2005 et ont été construites par la société Maurer Rides. Les rails sont peints en rouge et les supports en noir.

## Parcours
Le parcours a une longueur de 630 mètres et une hauteur de 25,5 mètres. Les trains atteignent une vitesse maximale de 68 km/h et le parcours dure une minute et 30 secondes.

## Trains
Tarántula a huit wagons individuels. Les passagers sont placés à deux sur deux rangs pour un total de quatre passagers par wagon.

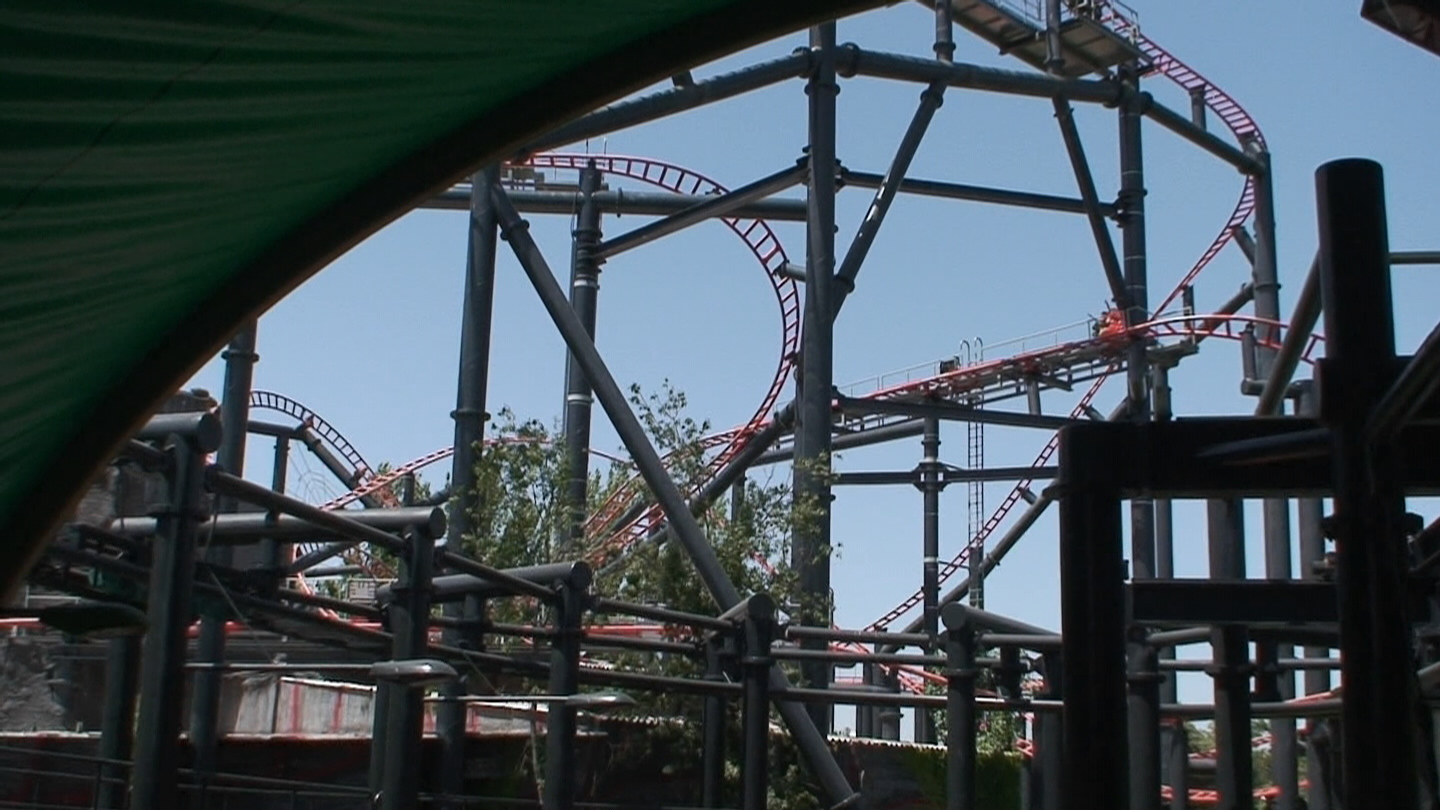
Vue du parcours depuis la file d'attente.
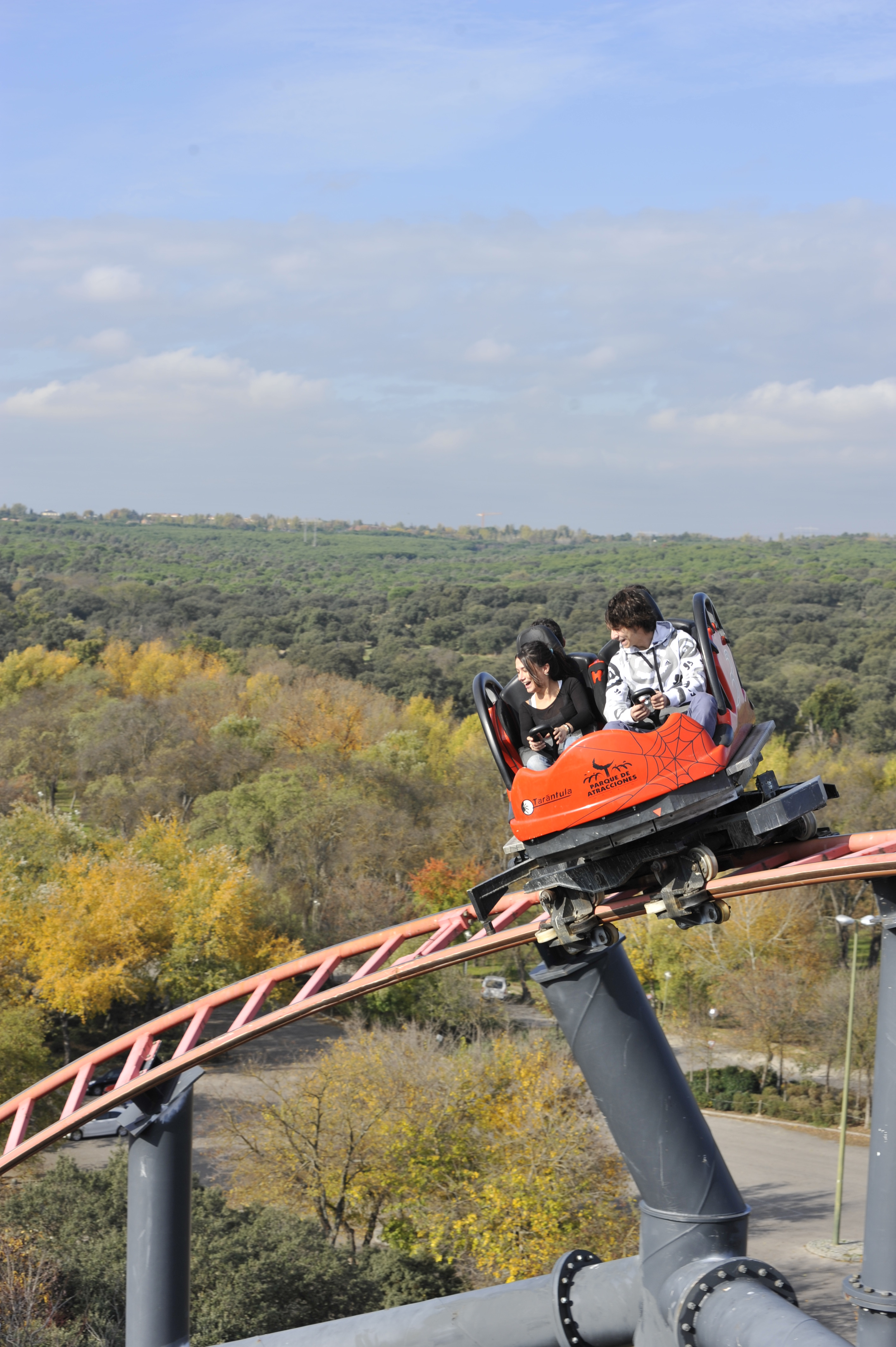
Véhicule sur le parcours.